# Wiesen am Einschieder Hof
Koordinaten: 49° 40′ 54″ N, 7° 4′ 23″ O
Das Naturschutzgebiet Wiesen am Einschieder Hof liegt im Landkreis Birkenfeld in Rheinland-Pfalz. Das etwa 17 ha große Gebiet, das im Jahr 1988 unter Naturschutz gestellt wurde, erstreckt sich südlich der Ortsgemeinde Börfink entlang des am südlichen Rand fließenden Hengstbachs, der ein rechter Zufluss des Traunbachs ist. Am nördlichen Rand und östlich verläuft die Landesstraße L 165.